# Zahedan
Zahedan uttal (fil) (persiska: زاهِدانْ) är en stad i sydöstra Iran. Den är provinshuvudstad i Sistan och Baluchistan och administrativ huvudort för delprovinsen Zahedan. Staden har cirka 600 000 invånare och ligger 1 385 meter över havet.
Staden ligger nära gränsen till Pakistan. Balucher är den dominerande folkgruppen i staden.